# Balticolipus kruemmeri
Balticolipus kruemmeri
Genre
Espèce
Balticolipus kruemmeri, unique représentant du genre Balticolipus, est une espèce fossile d'araignées aranéomorphes de la famille des Cyatholipidae.

## Distribution
Cette espèce a été découverte dans de l'ambre de la mer Baltique et de Bitterfeld en Saxe-Anhalt en Allemagne. Elle date du Paléogène.

## Publication originale
- (en) Jörg Wunderlich, The fossil spiders (Araneae) of the family Cyatholipidae in Baltic amber., vol. 3, coll. « Beiträge zur Araneologie », 2004, 1155–1188 p..